# Amalou
Amalou (franska: Amalou (CR), Amalou (Commune Rurale), arabiska: أيت عبد الله) är en kommun i Marocko.   Den ligger i provinsen Taroudannt och regionen Souss-Massa, i den centrala delen av landet, 500 km söder om huvudstaden Rabat. Antalet invånare är 3 873.